# 寧洛高速道路
寧洛高速道路（南京-洛陽高速道路）（ねいらくこうそくどうろ、簡体字: 宁洛高速公路（南京-洛阳高速公路））は、中華人民共和国の江蘇省南京市と河南省洛陽市を結ぶ高速道路。路線番号はG36。総路線長は1354.7km。
2006年9月30日に全線が開通した。

## 路線
寧洛高速道路は、以下の都市を経由する。
- 江蘇省南京市
- 安徽省蚌埠市
- 安徽省阜陽市
- 河南省周口市
- 河南省平頂山市
- 河南省洛陽市